# Quilaphoetosus monachus
Quilaphoetosus monachus is een vlinder uit de familie van de Nymphalidae. De wetenschappelijke naam van de soort is voor het eerst geldig gepubliceerd in 1852 door Charles Émile Blanchard.